# Баскомпте, Жорди
Жорди Баскомпте (Jordi Bascompte; род. 20 мая 1967, Олот) — испанский биолог и эколог.
Доктор философии (1994), профессор Цюрихского университета.
Лауреат Ramon Margalef Prize in Ecology (2021). Высокоцитируемый учёный согласно Thompson Reuters (HCR, 2014).

## Биография
Окончил Барселонский университет (бакалавр биологии, 1991) и там же получил степени магистра и доктора философии по биологии — под началом Ricard Solé. Затем являлся постдоком в Калифорнийском университете в Ирвайне в лаборатории Steven Frank (biologist) (1996, 1997). В 1998 и 1999 годы независимый постдок в National Center for Ecological Analysis and Synthesis. С 2000 года ассоциированный, с 2008 года фул-профессор на биостанции Доньяны. В 2015 году перебрался в Цюрих.
Член жюри BBVA Foundation Frontiers of Knowledge Award.
Входил в совет редакторов-рецензентов журнала Science, а также являлся редактором Ecology Letters.
Публиковался в Nature и Science.
Автор опубликованных Princeton University Press книг Self-Organization in Complex Ecosystems (в соавт. с R.V. Solé) и Mutualistic Networks (в соавт. с P. Jordano).
Награды и отличия
- European Young Investigator Award (2004)
- ESA George Mercer Award (2007)[5]
- Spanish National Research Award (2011)
- British Ecological Society’s Marsh Book of the Year Award (2016)
- Ramon Margalef Prize in Ecology[англ.] (2021)[6]